# Rogas fulvinervis
Rogas fulvinervis är en stekelart som först beskrevs av Cameron 1911.  Rogas fulvinervis ingår i släktet Rogas och familjen bracksteklar. Inga underarter finns listade i Catalogue of Life.